# Marshall Farnum
Pour les articles homonymes, voir Farnum.
Marshall Farnum est un réalisateur et acteur américain du cinéma muet, né en 1879, mort le 19 février 1917 à Prescott (Arizona, États-Unis).

## Filmographie

### comme réalisateur
- 1913 : The Wolf of the City
- 1914 : Hearts of Men
- 1914 : Angel Paradise
- 1914 : The Arrow's Tongue
- 1914 : Too Late
- 1915 : Wormwood (it)
- 1915 : Lady Audley's Secret (en)
- 1916 : Driftwood
- 1916 : The House of Mirrors
- 1917 : The Tides of Fate (en)

### comme acteur
- 1914 : The Spoilers de Colin Campbell : Lawyer Wheatin